# Роменский, Юрий Михайлович
Ю́рий Миха́йлович Ро́менский (укр. Юрій Михайлович Роменський; род. 1 августа 1952, Мингечаур, Азербайджанская ССР) — советский футболист, вратарь и украинский тренер, игравший за ряд советских клубов, за сборную СССР и за сборную УССР, двукратный чемпион СССР в составе киевского «Динамо».

## Клубная карьера
Родился в Мингечауре, куда его отец-военный был переведён после войны для участия в строительстве ГЭС. В юности играл в дворовой команде «Звёздочка», с которой в 1967 году вышел в финал всесоюзного турнира «Кожаный мяч», в финале, проходившем в Горьком, его команда уступила грузинским сверстникам в серии пенальти; позже Роменский стал первым участником «Кожаного мяча», заигравшим в высшей лиге, за что получил специальный приз. Первый тренер — Баба Ханларович Мустафаев. Именно Мустафаев поставил Роменского в ворота, хотя ему тогда больше нравилось играть в атаке (позже эпизодически играл в поле, выступая за «Нефтчи» и «Черноморец», забил два мяча в турне одесситов по Таиланду). Затем играл за мингечаурский «Текстильщик».
В 1971 году Алекпер Мамедов, тренер бакинского «Нефтчи», пригласил молодого вратаря в свою команду. В свой первый год в клубе Роменский ни разу не сыграл в матче лиги — основным вратарём бакинцев тогда был Сергей Крамаренко, а его сменщиком — Вячеслав Шехов. В сезоне 1972 года «Нефтчи» вылетел из высшей лиги, и Мамедова на посту тренера сменил Валентин Хлыстов. В том сезоне и в двух последующих Роменский выходил на поле нерегулярно (13 игр за три сезона), основным вратарём оставался Крамаренко, а в сезоне 1975 года Роменский вытеснил конкурента из состава. В сезоне 1976 года «Нефтчи» занял второе место в первой лиге и вернулся в высшую.
В 1977 году Роменский получил тяжёлую травму мениска, ему была сделана операция в Москве; он объявил руководству «Нефтчи», что заканчивает карьеру и переезжает жить в Одессу. Вскоре, восстановившись после травмы, он присоединился к одесскому «Черноморцу». Его жена была одесситкой, его дочь родилась в 1976 году в Одессе, и Роменский хотел играть там, но возникла проблема : ему грозила служба в армии; он чудом забрал документы из военкомата, прятался у бабушки жены на Слободке, затем секретарь Одесского обкома КПСС Константин Иванович Масик, курировавший «Черноморец», помог Роменскому уладить проблему. В итоге Роменский провёл сезон 1978 года в Одессе. Однако вскоре проблема с армией возникла вновь, и перед Роменским был поставлен выбор — переход в ЦСКА или отправка в действующую армию. В итоге Роменского выручил тренер киевского «Динамо» Валерий Лобановский, уладивший проблему и пригласивший игрока в свой клуб, который был одним из лидеров советского футбола. Два первых сезона Роменский провёл в роли основного голкипера. В сезоне-1979 «Динамо» заняло третье место в советской лиге, на следующий год стало чемпионом. Роменский пропустил за два сезона 40 мячей в 63 матчах, в 1980 году он отстоял «на ноль» 1098 минут подряд. В 1981 году по ходу сезона заболел воспалением лёгких, и, пока лечился, в воротах киевлян хорошо заиграл Михаил Михайлов. Выздоровев, Роменский не сразу набрал форму и не смог побороться за место в воротах. В сезоне-1981 он сыграл лишь 9 матчей и по окончании сезона решил уйти из команды Лобановского, тем не менее в том году он получил второй титул чемпиона страны.
Роменский принял приглашение руководства одесского «Черноморца», провёл в этом клубе три сезона, после чего завершил игровую карьеру. В сезоне-1982 он сыграл всего три матча в лиге, а последующие два сезона являлся основным вратарём. Причиной завершения карьеры была тяжёлая травма коленного сустава. Он пытался лечить травму в Киеве у известного специалиста Виталия Николаевича Левинца, тот оперировал ему колено, проводил лечение сустава, затем, когда у Роменского начался воспалительный процесс — отслоение хряща, Левинец настоятельно советовал ему завершить карьеру, и тот согласился.

## Национальная сборная
В сборной СССР Роменский провёл пять матчей в 1978—1979 годах, все гостевые, из них три против японцев в ноябре 1978 года в турне по этой стране, и по одному против Дании и Финляндии летом 1979 года, все матчи завершились победами СССР, кроме ничейной игры с финнами.

## Тренерская карьера
По завершении карьеры 8 лет проработал начальником отдела футбола Украинского республиканского совета спортобщества «Трудовые резервы», затем занимался бизнесом, был заместителем директора совместного украинско-американского предприятия, занимавшегося товарами бытовой химии и торговлей мебелью, по состоянию на 2005 г. владел мебельным салоном в Киеве. Был тренером-консультантом в клубе «Верес». С 2003 по 2007 год являлся тренером вратарей сборной Украины, которую возглавлял его товарищ по киевскому «Динамо» Олег Блохин. С сентября 2009 по март 2011 года тренировал вратарей одесского «Черноморца».

## Достижения
- Чемпион СССР (2): 1980, 1981
- 3-е место в чемпионате СССР: 1979
- В списке 33 лучших футболистов сезона в СССР (2): № 2 — 1978, 1980
- В списках лучших футболистов УССР[укр.] (4): 1978 — № 1, 1979 — № 2, 1980 — № 1, 1984 — № 2
- 2-е место в первой лиге СССР: 1976 (выход в высшую лигу)
- 3-е место на Спартакиаде народов СССР в составе сборной УССР: 1979
- В 1977 году присвоено звание мастера спорта СССР.

## Награды
- Награждён Орденом «За заслуги» III степени (2011)[2].
- Заслуженный работник физической культуры и спорта Украины (2006)[3].